# Amiens SC

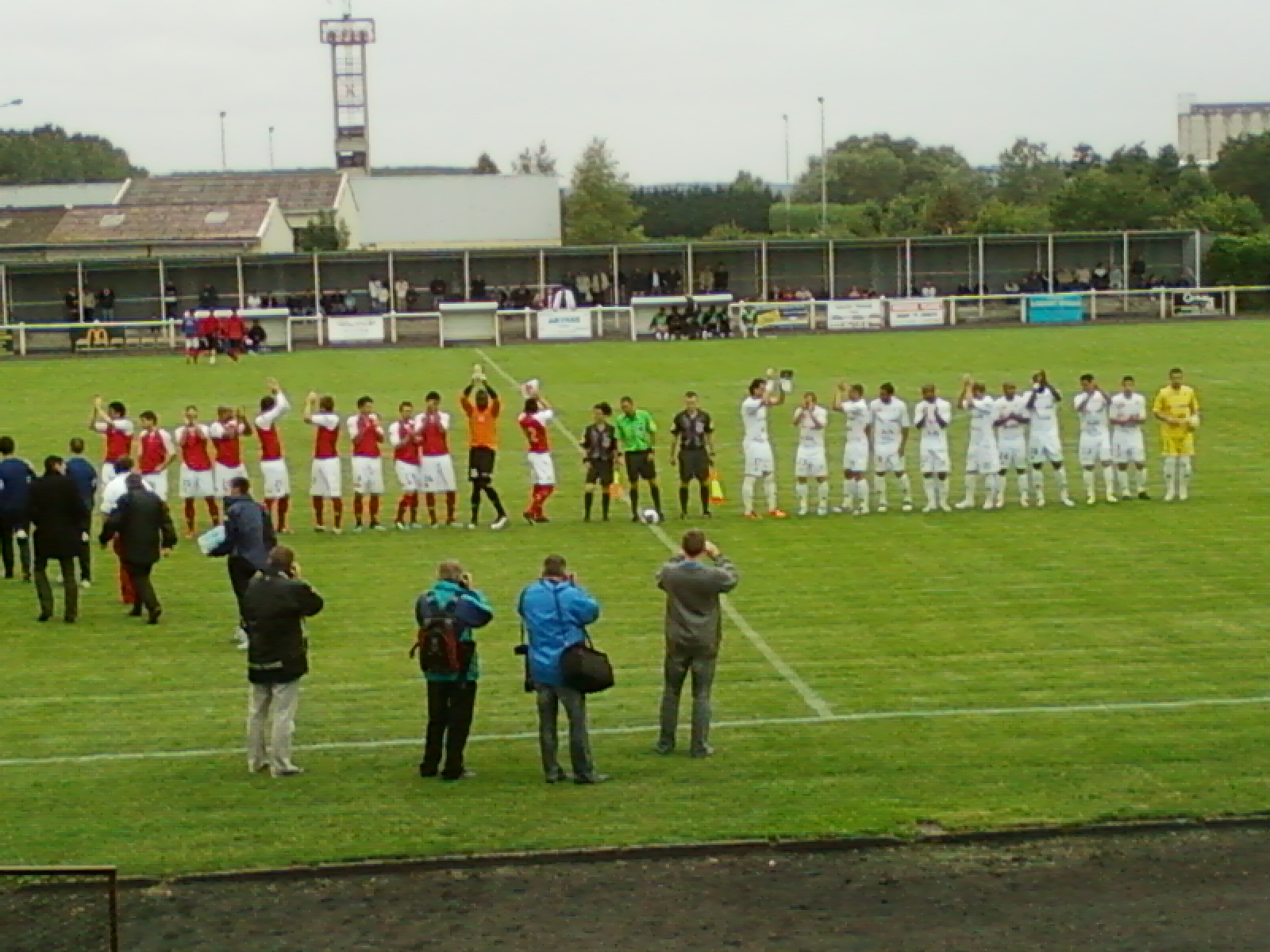
Amiens en Reims staan opgesteld voor een vriendschappelijke wedstrijd in 2011

Amiens SC is een Franse voetbalclub uit de stad Amiens. De club werd in 1901 gesticht als Amiens Athlétic Club, van 1961 tot 1989 heette de club Sporting Club d'Amiens en sindsdien Amiens Sporting Club.
De club speelde van 1941 tot 1943 in de eerste klasse, deze seizoenen zijn echter niet officieel in Frankrijk. In 2017 promoveerde de club voor het eerst naar de hoogste klasse.

## Geschiedenis

### Amiens Athlétic Club
Op 6 oktober 1901 werd Amiens Athlétic Club opgericht door enkele studenten van het lyceum. De eerste wedstrijd werd gespeeld tegen een club uit Saint-Quentin. Amiens verpletterde de tegenstander met 14-0. In april 1902 werd in Picardië een comité opgericht van de USFSA, de dominerende voetbalbond op dat moment. Een van de voorstanders hiervan was Henri-Frédéric Petit, de voorzitter van Amiens. De club domineerde de regionale tot aan de Eerste Wereldoorlog en won elke titel op 1907 na, toen SC Abbeville kampioen werd. In de eindronde om de Franse landstitel met de andere regionale kampioenen kon de club echter niet overtuigen en werd meestal vroeg uitgeschakeld. De beste notering was er in 1905 toen de club de halve finale bereikte en die met 5-1 verloor van Racing Club de Roubaix. De club bereikte ook twee keer de kwartfinale.
Na de oorlog werd het Franse voetbal nog steeds regionaal gespeeld en Amiens speelde in de DH Nord. In 1924 en 1927 werd de club kampioen en op 1930 na eindigde de club in de andere seizoenen in de subtop. In deze periode speelden spelers als Urbain Wallet, Célestin Delmer, Ernest Libérati, Maurice Thédié, Georges Taisne, Paul Nicolas ook voor het nationale elftal.
In 1933 werd de club professioneel en schreef zich in voor de allereerste editie van de Division 2. In 1937 nam de club opnieuw de amateurstatus aan. Tijdens de Tweede Wereldoorlog speelde de club twee seizoenen zonder succes in de officieuze oorlogscompetitie. Na de oorlog nam de club opnieuw de profstatus aan tot 1952. In 1961 fusioneerde de club met Amiens Sports en werd zo SC Amiens.

### Amiens SC
Tot 1970 speelde de club in de derde of vierde klasse en promoveerde dan opnieuw naar de tweede klasse omdat deze werd uitgebreid met 32 clubs om zo drie reeksen te vormen. Tot 1987 ging de club op en neer tussen de tweede en derde klasse, maar na twee degradaties op rij belandde Amiens zelfs in de vierde klasse. De club kroop weer recht en slaagde erin om ook twee keer op rij te promoveren en speelde zo in 1991 weer in de tweede klasse. Na hervorming van de competitie na het seizoen 92/93 degradeerde de club, maar kon meteen terugkeren. Tot 2000 speelde de club in de middenmoot van de Division 2 en degradeerde dan naar de Championnat National. Na één jaar afwezigheid keerde de club al terug naar Division 2, later Ligue 2. Meestal eindigde Amiens in de middenmoot, maar in 2007 was de club dicht bij een promotie naar de Ligue 1 toen de club vierde werd met slechts één punt achterstand op promovendus RC Strasbourg. In 2009 degradeerde de club op de laatste speeldag doordat concurrent Nîmes Olympique won en zo met één punt boven de Amiens eindigde. In het seizoen 2010/11 eindigde Amiens op de tweede plaats in de Championnat National. Hierdoor promoveerde het opnieuw naar de Ligue 2. Na een laatste plaats degradeerde de club weer. Er waren vier seizoenen nodig om een nieuwe promotie af te dwingen. Op 19 mei 2017 promoveerde de ploeg voor het eerst in de clubhistorie naar de Ligue 1, dankzij een doelpunt van Emmanuel Bourgaud in de 96e minuut tegen Stade de Reims.
In het seizoen 2018/19 handhaafde Amiens zich met een nette vijftiende plaats. Het seizoen erna had de ploeg echter pech. Met nog tien wedstrijden te gaan stonden ze op de 19e plaats, slechtst vier punten achter nummer 18 Nimes. De Franse voetbalbond schortte Ligue 1 en Ligue 2 voor onbepaalde tijd op als gevolg van de uitbraak van het coronavirus en op 30 april 2020 werd de landstitel toegekend aan Paris Saint-Germain en dus waren de onderste twee geplaatste teams, Amiens en Toulouse automatisch gedegradeerd naar Ligue 2 voor het seizoen 2020/21.

## Erelijst
- USFSA Picardie

1903, 1904, 1905, 1906, 1908, 1909, 1910, 1911, 1912, 1913, 1914
- DH Nord

1924, 1927, 1957, 1963
- Coupe de France

Finalist: 2001

## Eindklasseringen
- 1946 10e
Division Interrégionale
- 1947 13e
Division Interrégionale
- 1948 9e
Division Interrégionale
- 1949 14e
Division Interrégionale
- 1950 9e
Division Interrégionale
- 1951 7e
Division Interrégionale
- 1952 16e
Division Interrégionale
- 1953
Niveau 3
- 1954
Niveau 3
- 1955 2e
Division Interrégionale
- 1956 4e
Division Interrégionale
- 1957 1e
Division Interrégionale
- 1958 4e
Division Nationale
- 1959 1e
Division Nationale
- 1960 4e
Division Nationale
- 1961 11e
Division Nationale
- 1962 2e
Division Interrégionale
- 1963 1e
Division Interrégionale
- 1964 9e
Division Nationale
- 1965 3e
Division Nationale
- 1966 2e
Division Nationale
- 1967 3e
Division Nationale
- 1968 7e
Division Nationale
- 1969 8e
Division Nationale
- 1970 7e
Division Nationale
- 1971 10e
Division Interrégionale
- 1972 11e
Division Interrégionale
- 1973 18e
Division 2
- 1974 1e
Division 3
- 1975 8e
Division 2
- 1976 5e
Division 2
- 1977 17e
Division 2
- 1978 1e
Division 3
- 1979 18e
Division 2
- 1980 6e
Division 3
- 1981 2e
Division 3
- 1982 4e
Division 3
- 1983 3e
Division 3
- 1984 1e
Division 3
- 1985 17e
Division 2
- 1986 2e
Division 3
- 1987 17e
Division 2
- 1988 14e
Division 3
- 1989 3e
Division 4
- 1990 2e
Division 4
- 1991 1e
Division 3
- 1992 16e
Division 2
- 1993 12e
Division 2
- 1994 2e
National 1
- 1995 9e
Division 2
- 1996 13e
Division 2
- 1997 15e
Division 2
- 1998 12e
Division 2
- 1999 16e
Division 2
- 2000 18e
Division 2
- 2001 2e
National
- 2002 12e
Division 2
- 2003 10e
Ligue 2
- 2004 9e
Ligue 2
- 2005 13e
Ligue 2
- 2006 16e
Ligue 2
- 2007 4e
Ligue 2
- 2008 14e
Ligue 2
- 2009 18e
Ligue 2
- 2010 11e
National
- 2011 2e
National
- 2012 20e
Ligue 2
- 2013 9e
National
- 2014 6e
National
- 2015 11e
National
- 2016 3e
National
- 2017 2e
Ligue 2
- 2018 13e
Ligue 1
- 2019 15e
Ligue 1
- 2020 19e
Ligue 1
- 2021 10e
Ligue 2
- 2022 14e
Ligue 2
- 2023 12e
Ligue 2
- 2024 8e
Ligue 2
- 2025 11e
Ligue 2

- Niveau 1
- Niveau 2
- Niveau 3
- Niveau 4

| Seizoen   | №  | Clubs | Divisie              | WG | W  | G  | V  | Saldo | Punten | Tsch   |
| --------- | -- | ----- | -------------------- | -- | -- | -- | -- | ----- | ------ | ------ |
| 2015–2016 | 3  | 18    | Championnat National | 34 | 14 | 13 | 7  | 44–35 | 55     | 5.285  |
| 2016–2017 | 2  | 20    | Ligue 2              | 38 | 19 | 9  | 10 | 56–38 | 66     | 7.897  |
| 2017–2018 | 13 | 20    | Ligue 1              | 38 | 12 | 9  | 17 | 37–42 | 45     | 9.521  |
| 2018–2019 | 15 | 20    | Ligue 1              | 38 | 9  | 11 | 18 | 31–52 | 38     | 10.897 |
| 2019–2020 | 19 | 20    | Ligue 1              | 28 | 4  | 11 | 13 | 31–50 | 23     | 11.759 |

## Bekende (ex-)spelers
- Dagui Bakari
- Axel Bossekota
- Andy Carroll
- Adnan Čustović

- Geert Deferm
- Gaël Kakuta
- Mbaye Leye
- Youssouf Mulumbu

- Steven Nzonzi
- Erik Pieters
- André Tassin